# Ceratocapsus husseyi
Ceratocapsus husseyi är en insektsart som beskrevs av Knight 1930. Ceratocapsus husseyi ingår i släktet Ceratocapsus och familjen ängsskinnbaggar. Inga underarter finns listade i Catalogue of Life.